# Yoshihiko Ōsaki
Yoshihiko Ōsaki (n. 27 februarie 1939, Wajima, Prefectura Ishikawa, Japonia – d. 28 aprilie 2015, Osaka, Japonia) a fost un înotător ce a reprezentat Japonia, medaliat olimpic. A participat la o ediție a Jocurilor Olimpice (1960) în care a câștigat o medalie de argint și o medalie de bronz.